# Тама (город)
Та́ма (яп. 多摩市 Тама-си) — город в Токио, Япония.
Это южная часть проекта Новый город Тама по постройке одной из самых больших жилых зон Японии, реализованного в 1970 году.
Город расположен в северной части обширной холмистой территории на юго-западе Токио, известной как Холмы Тама, которые проходят через Токио и префектуру Канагава. Весь регион исторически носит название Тама, поэтому множество мест носят названия с упоминанием слова «Тама», фактически не являясь частью города. Например, городской район города Кавасаки в префектуре Канагава носит название Тама. Река Тама является северной границей города.
Также в Таме находится тематические парк Санрио, Санрио-пуроландо («страна Хелло Китти»).

## История
Тама как муниципальное образование возникла 1 апреля 1889 года как «деревня Тама» в округе Минамитама, объединяющем 10 деревень в эпоху до Мэйдзи. 1 апреля 1964 года деревня Тама была преобразована в город Тама.

## Экономика
В Таме базируется корпорация «Кэйо» (транспорт), расположены торговые центры и универмаги «Мицукоси».

## Транспорт
Через город Тама проходят четыре железнодорожных линии: 
- Кэйо (яп. 京王電鉄 Кэйо: дэнтэцу),
- Кэйо Сагамихара (яп. 京王相模原線 Кэйо: Сагамихара сэн),
- Одакю-Тама (яп. 小田急多摩線 Одакю:-Тама сэн),
- городской монорельс Тамы (яп. 多摩都市モノレール Тама тоси монорэ:ру).

## Города-побратимы
- Фудзими, Япония